# Баллимор-Юстас
Баллимор-Юстас (англ. Ballymore Eustace; ирл. An Baile Mór, Ан-Бале-Мор, «большой город Юстаса») — деревня в Ирландии, находится в графстве Килдэр (провинция Ленстер) у пересечения дорог R411 и R413, на реке Лиффи.

## Демография
Население — 725 человек (по переписи 2006 года). В 2002 году население составляло 786 человек.
Данные переписи 2006 года:
| Общие демографические показатели |               |                               |                               |      |      |
| Всё население                    | Всё население | Изменения населения 2002—2006 | Изменения населения 2002—2006 | 2006 | 2006 |
| 2002                             | 2006          | чел.                          | %                             | муж. | жен. |
| 786                              | 725           | −61                           | −7,8                          | 355  | 370  |